# 我們的愛情不正常
《我們的愛情不正常》（簡稱）是日本漫畫家安藤夏美創作的日本漫畫，於《BE·LOVE》2016年第24號至2021年9月號連載。改編電視劇於2020年8月至9月期間播映，由濱邊美波和橫濱流星雙人主演。

## 故事概要
15年前，花岡七櫻的媽媽在和菓子店「光月庵」工作，七櫻跟媽媽一起住在員工宿舍。有一天，光月庵的老闆遭人殺害。因其兒子、也是七櫻好友的高月椿提供證詞，導致七櫻的媽媽因涉嫌謀殺被捕。七櫻的媽媽在審訊期間去世。七櫻因此事被趕出光月庵，人生突然急轉直下，七櫻和椿由交好變為交惡。
15年後，長大成人的七櫻和椿都成為了和菓子師傅。兩人因故在光月庵重逢。雖然七櫻認得椿，但椿則不認得當年的孩時好友。椿突然對七櫻求婚。七櫻為求證明母親清白，雖十分憎恨椿，卻一口答應，嫁入光月庵。

## 迴響
本作為第43屆講談社漫畫賞一般部門最終候選的4部作品之一。單行本累積發行量超過200萬本。

## 出版書籍
| 冊數 | 講談社         | 講談社                 | 長鴻出版社    | 長鴻出版社             |
| 冊數 | 發售日期       | ISBN                   | 發售日期      | ISBN                   |
| ---- | -------------- | ---------------------- | ------------- | ---------------------- |
| 1    | 2017年4月13日  | ISBN 978-4-06-394538-6 | 2018年4月25日 | ISBN 978-986-474-699-6 |
| 2    | 2017年6月13日  | ISBN 978-4-06-394548-5 | 2019年7月7日  | ISBN 978-986-504-174-8 |
| 3    | 2017年9月13日  | ISBN 978-4-06-394555-3 |               |                        |
| 4    | 2017年12月13日 | ISBN 978-4-06-510622-8 |               |                        |
| 5    | 2018年3月13日  | ISBN 978-4-06-511085-0 |               |                        |
| 6    | 2018年6月13日  | ISBN 978-4-06-511720-0 |               |                        |
| 7    | 2018年9月13日  | ISBN 978-4-06-512892-3 |               |                        |
| 8    | 2018年12月13日 | ISBN 978-4-06-514042-0 |               |                        |
| 9    | 2019年4月12日  | ISBN 978-4-06-515093-1 |               |                        |
| 10   | 2019年8月9日   | ISBN 978-4-06-516702-1 |               |                        |
| 11   | 2019年12月13日 | ISBN 978-4-06-517936-9 |               |                        |
| 12   | 2020年4月13日  | ISBN 978-4-06-519061-6 |               |                        |
| 13   | 2020年8月12日  | ISBN 978-4-06-520238-8 |               |                        |
| 14   | 2020年12月11日 | ISBN 978-4-06-521735-1 |               |                        |
| 15   | 2021年5月13日  | ISBN 978-4-06-523243-9 |               |                        |
| 16   | 2021年9月13日  | ISBN 978-4-06-524772-3 |               |                        |
| 17   | 2022年5月13日  | ISBN 978-4-06-527702-7 |               |                        |
| 18   | 2023年1月13日  | ISBN 978-4-06-530364-1 |               |                        |
| 19   | 2023年2月13日  | ISBN 978-4-06-530590-4 |               |                        |

為紀念電視劇改編，講談社於2020年6月11日亦出版了第1至第3卷的優惠套裝（ISBN 978-4-06-520410-8），售價750日圓。

## 電視劇
改編電視劇將由2020年8月12日起於日本電視台水十時段播映，由濱邊美波和橫濱流星雙人主演。飾演高月今日子一角的觀月亞里莎在1992年至2019年的29年間一直都主演電視連續劇；她在這部電視劇中時隔29年再次飾演固定出演的配角，也是她初次飾演反派。
台灣OTT平台KKTV、friDay影音於2020年8月13日起每週四更新，片名譯為《我們有點不對勁》。民視則以「民視推理劇場」為單元，於2021年3月21日起每週日晚間10點播出，片名譯為《我們的愛情不正常》，集數變更為9集。緯來日本台2021年6月2日起每週一至五晚間10點播出，片名譯為《命運和菓子》。中國大陸由優酷購入，於2022年1月12日播出，片名譯為《我們有點不對勁》。

### 主要人物
- 花岡七櫻：濱邊美波（幼年：宮崎步夢）
- 高月椿：橫濱流星（幼年：森島律斗）
- 城島祐介：高杉真宙
- 長谷栞：岸井雪乃
- 山口耕一：和田聰宏（日语：和田聰宏）
- 富岡勝：岡部崇（日语：岡部たかし）
- 安部大吾：前原滉（日语：前原滉）
- 杉田綾人：草野大成
- 多喜川薰：山崎育三郎
- 宮部夕子：須藤理彩
- 大倉百合子：中村友理
- 高月樹：鈴木伸之
- 高月宗壽郎：佐野史郎
- 高月今日子：觀月亞里莎
- 長谷健造：伊藤正之（日语：伊藤正之）
- 長谷房枝：鈴樹志保（日语：鈴樹志保）
- 長谷由香莉：中西美帆（日语：中西美帆）
- 長谷沙織：青岛心

### 各集登場人物
第一集
- 佐山真由：小島藤子
- 西村里美：松浦雅
- 遠藤：結木滉星
- 一幸堂店長：關野昌敏
- 梅田寬成：重德宏
- 梅田之父母：尾花寬二（日语：尾花かんじ）、中村敦子
- 真由之父母：和田綠郎、小口久仁子（日语：小口久仁子）

第二集
- 白藤屋女將：峯村理惠（日语：峯村リエ）

第三集
- 柴本：森田甘路（日语：森田甘路）
- 草薰會上客：兒玉賴信（日语：児玉頼信）
- 多喜川秀幸：丸山智己（日语：丸山智己）
- 多喜川美由紀：黑坂真美（日语：黒坂真美）

第四集
- 松原美鈴：高月彩良
- 城島浩介：森岡豐（日语：森岡豊）
- 城島昭子：春木美佐代（日语：春木みさよ）
- 角倉：長田成哉（日语：長田成哉）
- 角倉之父母：中野剛（日语：中野剛）、角南範子（日语：角南範子）

第五集
- 溝口真之介：吉澤悠（日语：吉沢悠）
- 向島：長谷川公彥（日语：長谷川公彦）
- 律師：谷藤太

第六集
- 「五月雨亭」女将：篠塚登紀子

第七集
- 医師：坂田雅信（日语：阪田マサノブ）

### 宣傳
漫畫改編成電視劇的消息於2020年3月公開，原定同年7月起播映。4月27日，官方發布主演兩人以外的演員陣容。6月10日，官方發布主演兩人身穿和服的視覺圖。7月12日，官方發布主視覺圖。主視覺圖背景中的9種和菓子為菓道家三堀純一親製。
為紀念電視劇改編，講談社於2020年6月11日出版了第1至第3卷的優惠套裝（ISBN 978-4-06-520410-8）。

### 製作
本作為製作人鈴間廣枝自懸疑劇《輪到你了》後的首部作品。拍攝工作於3月18日開始，包括石川金澤市的外景。主題曲為2012年解散、2020年宣布「重生」的日本樂團東京事變的《紅色同盟》（赤の同盟）。
7月21日，主演橫濱流星的經紀公司公布橫濱確診2019冠狀病毒病的消息。他在20日參與舞台劇《巖流島》的綵排後感到不適，且有發燒，經過檢驗後確診，入院治療。他在19日曾參與電視劇拍攝。電視劇的拍攝工作此時已完成至8集中的7集後半。日本電視台將會考慮是否延後播映日期。其他演員經檢驗後呈陰性反應，包括濱邊美波、佐野史郎、觀月亞里莎、山崎育三郎等等。7月27日，日本電視台在記者會上指仍然計劃於8月12日首播，並宣布於28日恢復橫濱以外的拍攝工作。7月30日，橫濱在其Instagram上宣布已出院，並於8月7日在Instagram宣布已回歸拍攝工作。

#### 製作團隊
- 原作：安藤夏美 《我們的愛情不正常》（講談社《BE·LOVE》連載中）
- 編劇：衛藤凛
- 導演：小室直子、猪股隆一、明石廣人、水野格
- 總製作人：西憲彥
- 製作人：鈴間廣枝、松山雅則（TOTAL MEDIA COMMUNICATION）
- 協力製作人：藤森真實
- 制作協力：TOTAL MEDIA COMMUNICATION（日语：トータルメディアコミュニケーション）
- 製作著作：日本電視台

### 集數列表
| 集數                                                        | 播映日期 | 日文標題 | 中文翻譯                                                          | 導演              | 收視率 |
| ----------------------------------------------------------- | -------- | -------- | ----------------------------------------------------------------- | ----------------- | ------ |
| 第1集                                                       | 8月12日  |          | 華美顫慄的和菓子世界開幕！ 兩人波折的命運啟動！                   | 小室直子 豬股隆一 | 9.6%   |
| 第2集                                                       | 8月19日  |          | 進入光月庵的七櫻，面臨種種考驗的阻礙！ 還有椿與大當家驚人的爭執？ | 小室直子 豬股隆一 | 7.8%   |
| 第3集                                                       | 8月26日  |          | 瘋狂揭露七櫻真面目的今日子！ 阻攔椿與七櫻合作挑戰茶會的壁壘？     | 豬股隆一          | 8.2%   |
| 第4集                                                       | 9月02日  |          | 七櫻會向椿表明身分嗎？ 城島突然親近七櫻！他為何與今日子聯手？     | 明石廣人          | 8.4%   |
| 第5集                                                       | 9月09日  |          | 七櫻決定向椿傾吐衷腸。 然後撼動兩人命運的殘酷真相是？             | 水野格            | 9.2%   |
| 第6集                                                       | 9月16日  |          | 原形畢露之日終於到來！ 然後，得知七櫻背叛的椿會……                 | 豬股隆一 明石廣人 | 9.6%   |
| 第7集                                                       | 9月23日  |          | 七櫻與椿命中注定的再會！ 彼此的思念竟然漸漸交疊？                 | 明石廣人          | 9.3%   |
| 最終話                                                      | 9月30日  |          | 宿命對決！七櫻與椿，誰將得到光月庵？ 真兇與事件輪廓也將水落石出！ | 水野格            | 9.6%   |
| 平均收視率 8.9%（收視率由Video Research於關東地區進行統計） |          |          |                                                                   |                   |        |

## 外部連結
- 漫畫官方網站（講談社）（日語）
- 電視劇官方網站（日本電視台）（日語）
  - 我們的愛情不正常的X（前Twitter）
  - 我們的愛情不正常的Instagram帳戶

| 日本 日本電視台週三連續劇           | 日本 日本電視台週三連續劇                                | 日本 日本電視台週三連續劇 |
| ----------------------------------- | -------------------------------------------------------- | ------------------------- |
|                                     | 我們的愛情不正常 （2020年8月12日－9月30日）              |                           |
| 派遣女王2 （2020年6月17日－8月5日） | ＃遙距戀愛 普通的戀愛是邪道 （2020年10月14日－12月23日） |                           |

| 臺灣 民視無線台 星期日 22:00 - 23:05 | 臺灣 民視無線台 星期日 22:00 - 23:05              | 臺灣 民視無線台 星期日 22:00 - 23:05 |
| --- | ------------------------------------------------- | ------------------------------------ |
| | 我們的愛情不正常 （2021年3月21日－2021年5月16日） |                                      |
| 黑喵知情 （2020年8月2日－2020年11月1日）我在市場待了一整天（非戲劇） （2020年11月8日－2020年12月27日） 機動搜查隊MIU404 （2021年1月3日－2021年3月14日） | 日蝕遊戲 （2021年5月23日－2021年6月6日）          |                                      |

| 台灣 緯來日本台 開播日起週一至週五每晚十點 | 台灣 緯來日本台 開播日起週一至週五每晚十點 | 台灣 緯來日本台 開播日起週一至週五每晚十點 |
| ------------------------------------------ | ------------------------------------------ | ------------------------------------------ |
|                                            | 命運和菓子 （2021年6月2日－2021年6月15日） |                                            |
| 我家的故事 （2021年5月19日－2021年6月1日） | 離婚活動 （2021年6月16日－2021年6月29日）  |                                            |